# Isus u kući Marte i Marije
Isus u kući Marte i Marije je epizoda Isusova života, koja se pojavljuje samo u Lukinom evanđelju (Luka 10,38-42), i može se pročitati odmah nakon Prispodobe o dobrom Samarijancu (Luka 10, 25-37). 
Prema Evanđelju po Luki:
```
Dok su oni tako putovali, uđe on u jedno selo. Žena neka, imenom Marta, primi ga u kuću. Imala je sestru koja se zvala Marija. Ona sjede do nogu Gospodinovih i slušaše riječ njegovu. A Marta bijaše sva zauzeta posluživanjem pa pristupi i reče: "Gospodine, zar ne mariš što me sestra samu ostavila posluživati? Reci joj dakle da mi pomogne." Odgovori joj Gospodin: "Marta, Marta! Brineš se i uznemiruješ za mnogo, a jedno je potrebno. Marija je uistinu izabrala bolji dio, koji joj se neće oduzeti.
[
1
]
```

Marija je izabrala slušanje Isusovih riječi, dok je njena sestra Marta pripremala hranu. Marta je pozvala sestru Mariju, da joj pomogne, a Isus je odgovorio da je Marija u pravu, jer je potrebno samo jedno, "jedna stvar" koja očigledno znači slušanje Isusovih učenja. To je u skladu s Isusovim riječima da čovjek ne živi samo o kruhu, nego po svakoj Božjoj riječi (Lk 4,4), a Riječi koje vam kažem su duh, a to su život, što znači život vječni (Ivan 6:63). Da bi se pojednostavilo, to se često tumači kao veća važnost duhovnih vrijednosti nad materijalnim poslovima, poput pripreme hrane.
Prizor Isusa u kući Marte i Marije najčešće se pojavljivao u umjetnosti protureformacije, napose u 17. stoljeću. 
U svojoj knjizi Vrata percepcije, Aldous Huxley aludira na priču o Mariji i Marti, obraćajući se razlikama između onoga što on naziva "Marijin način" i "Martin način". Huxley primjećuje da se, tijekom svojih iskustava s meskalinom, vrijeme čini stajati mirnim, a kontemplacija - Marijin način - vlada danom. Svakodnevni briga pada na put. U jednom odlomku Huxley piše: "Mescalin otvara Marijin put, ali zatvori vrata Marti."